# Irinotecán
El irinotecán es un medicamento que se utiliza en el tratamiento del cáncer. Es un derivado de la camptotecina, sustancia que se obtiene del árbol Camptotheca acuminata, originario de China.

## Mecanismo de acción
Su mecanismo de acción se basa en interferir la acción de la enzima topoisomerasa I, que desempeña un importante papel en el mantenimiento de la estructura del ADN durante la mitosis celular.

## Administración
Se administra por vía intravenosa en perfusión continua durante 90 minutos, solo o asociado a otros fármacos quimioterápicos.

## Indicaciones terapéuticas
- Tratamiento del cáncer de colon o recto con metástasis, en asociación con el 5-fluorouracilo y la leucovorina.
- Tratamiento del cáncer de pulmón de células pequeñas.
- Tratamiento del cáncer de páncreas.

## Efectos secundarios
Los principales efectos secundarios que produce son diarrea y depresión del sistema inmune.